# Andrés Pascal Allende
Andrés Eduardo Pascal Allende, conegut pel nom de guerra de «Pituto», (Valparaíso, 12 de juliol de 1943) és un sociòleg, exguerriller i polític xilè. Va ser membre de la Comissió Política de l'organització polític-militar Moviment d'Esquerra Revolucionària (MIR) i va exercir com el seu secretari general en la clandestinitat entre 1974 i 1985.

## Primers anys i joventut
És fill de l'empresari Gastón Pascal Lyon i l'exdiputada socialista Laura Allende Gossens i, per tant, nebot del president xilè Salvador Allende. També és l'últim dels quatre fills de la parella, sent els seus germans Marianne, Pedro i Denise; aquesta última, diputada entre 2006 i 2018.
Va estudiar a la Grange School i al Saint George's College, i després de diplomar-se va començar a estudiar arquitectura però posteriorment va abandonar la carrera. Va anar a treballar a les mines de carbó de Lota, i allà va decidir visitar per primera vegada Cuba, el 1961, on va treballar en una propietat agrícola nacionalitzada. Al seu retorn a Xile, es va matricular en estudis de Sociologia a la Universitat Catòlica i Història a la Universitat de Xile, però només va acabar la primera carrera.
Influenciat per les idees de la Revolució Cubana, es va fer militant del Partit Socialista de Xile (PS), a l'interior del qual va fundar el Moviment Socialista Revolucionari, que advocava per un enfocament menys lligat al reformisme. El 1963 va sortir del PS i es va unir a l'Avantguarda Revolucionària Marxista, i després va ser part dels militants d'aquell grup que el 1965 van fundar el MIR.
El 1966 es va casar amb la cineasta Carmen Castillo Echeverría –filla de l'arquitecte Fernando Castillo Velasco i de l'escriptora Mónica Echeverría–, amb qui va tenir una filla, Camila (n. 1969). La parella es va separar i Carmen, posteriorment, va iniciar una relació amb Miguel Enríquez, company de Pascal, amb qui va tenir un fill. Andrés Pascal, al seu torn, va tenir dos fills amb Mary Ann Beausire Alonso; Francisca (n. 1973) i Andrés (n. 1989).

## Dirigent del MIR
Al gener de 1971, es va beneficiar d'un indult decretat pel govern de Salvador Allende a 43 guerrillers involucrats en un assalt bancari. A l'octubre de 1974, el màxim líder del MIR, Miguel Enríquez, va ser abatut en un enfrontament amb la DINA al carrer de Santa Fe, a la comuna de San Miguel, on es refugiava. Després de la seva mort, Pascal Allende –conegut pel nom de guerra de «Pituto»– va assumir la conducció de l'organització des de la clandestinitat. Un any després, el 16 de desembre de 1975, agents de la DINA van atacar el seu refugi a Malloco. No obstant això, va aconseguir evadir l'atac al costat de la seva parella i el dirigent, ferit, Nelson Gutiérrez, asilant-se a l'ambaixada de Costa Rica, el primer, i a la Nunciatura Apostòlica, el segon.
Des del seu exili a Cuba va comandar l'Operació Retorn (1977-1979), en la qual diversos quadres del MIR tornarien al país a realitzar operacions guerrilleres, paramilitars i de propaganda. Ell mateix va ingressar al país de manera clandestina entre 1978 i 1980. Entre les accions coordinades per ell es van trobar els intents de crear una guerrilla rural a Neltume i Nahuelbuta el 1981, el robatori de la bandera de la Independència del Museu Històric Nacional el 30 de març de 1980, l'assassinat de l'intendent de Santiago de Xile, el brigadier Carol Urzúa el 1983, entre d'altres.
El 1986, després de deixar la secretaria general del moviment, va assumir el lideratge de la facció «MIR militar», després de la fallida del moviment a la reunió que la Direcció Interior i Exterior del MIR va tenir a Buenos Aires, al desembre d'aquell any. Aquesta facció es va dissoldre amb l'arribada de la transició a la democràcia el 1990.

## Anys posteriors
Durant la dècada de 1990 va viure a Mèxic –on va treballar en universitats durant quatre anys–, l'Argentina i Cuba. El 2002 va tornar a Xile i el 2004 es va integrar com a soci a la Universitat Arcis, on va exercir com a secretari general i vicerector d'Assegurament de la Qualitat (2011-2014). També cal esmentar que és parent pròxim del famós actor Pedro Pascal.